# Strix Television
STRIX Television je švédská televizní produkční společnost, která byla založena v roce 1988. Švédská mateřská společnost, v té době vlastněná MTG, měla kanceláře v Amsterdamu, Kodani, Oslu, Tel Avivu a Praze. Dnes existují dvě samostatné společnosti s názvem Strix, Strix Television ve Švédsku a Strix Televisjon v Norsku, které obě vlastní Fremantle.
Je hlavním mezinárodním přispěvatelem do formátu televizní reality známé jako ‚Survivor‘. Od roku 1997 Strix produkoval Expedition Robinson pro stále rostoucí publikum po celé Evropě. Společnost také vyvinula, produkovala a distribuovala další formáty reality, jako je The Farm, The Bar a Harem.
Hry STRIX Survivor po celém světě:
- Survivor
- Expedition Robinson